# Agathis brevigenis
Agathis brevigenis är en stekelart som beskrevs av Vladimir Ivanovich Tobias 1972. Agathis brevigenis ingår i släktet Agathis och familjen bracksteklar. Inga underarter finns listade i Catalogue of Life.